# Porcellio bovei
Porcellio bovei är en kräftdjursart som beskrevs av Lucas 1849. Porcellio bovei ingår i släktet Porcellio och familjen Porcellionidae. Inga underarter finns listade i Catalogue of Life.